# Diskografie Whitney Houston
Diskografie Whitney Houston, americké popové a R'n'B zpěvačky, žijící v letech 1963 až 2012, obsahuje vydané nahrávky této umělkyně. K únoru 2012 vyšlo šest studiových alb, pět kompilací, vánoční album, dva soundtracky, pět box setů, šest extended plays a padesát tři singlů. Během života prodala více než 170 miliónů nahrávek.
Whitney Houston se stala nejlépe prodávanou R&B umělkyní 20. století. S několika hosty nazpívala nejprodávanější soundtrack v historii hudby The Bodyguard, který se současně zařadil mezi pět nejprodávanějších nahrávek všech dob, a vydala také historicky nejprodávanější gospelové album.

## Hudební kariéra

### 1978–1985: Před vydáním prvního alba
První hudební nahrávku nazpívala v roce 1978 na albu Michaela Zagera Life's a Party, na níž vytvořila doprovodné a částečně také sólové vokály. Stejný rok se ještě podílela jako doprovodná vokalistka na hitu Chaka Khana „I'm Every Woman“, který v roce 1993 úspěšně převzala do svého repertoáru. V následujících letech se opakovaně objevovala jako host na nahrávkách řady umělců, mezi jinými nazpívala první celou skladbu „Memories“ z alba One Down kapely Material a píseň „Eternal Love“ na albu Paul Jabara and Friends. K dalším skladbám počátečního období se řadí dva duety z roku 1984 – „Hold Me“ v provedení spolu s Teddy Pendergrassem a „Take Good Care of My Heart“ společně s Jermainem Jacksonem. Obě písně byly později zařazeny na album Whitney Houston, čímž ji americká The National Academy of Recording Arts and Sciences (NARAS) znemožnila soutěžit o cenu Grammy 1985 v kategorii Nejlepší nový umělec.

### 1985–1989: Cesta vzhůru

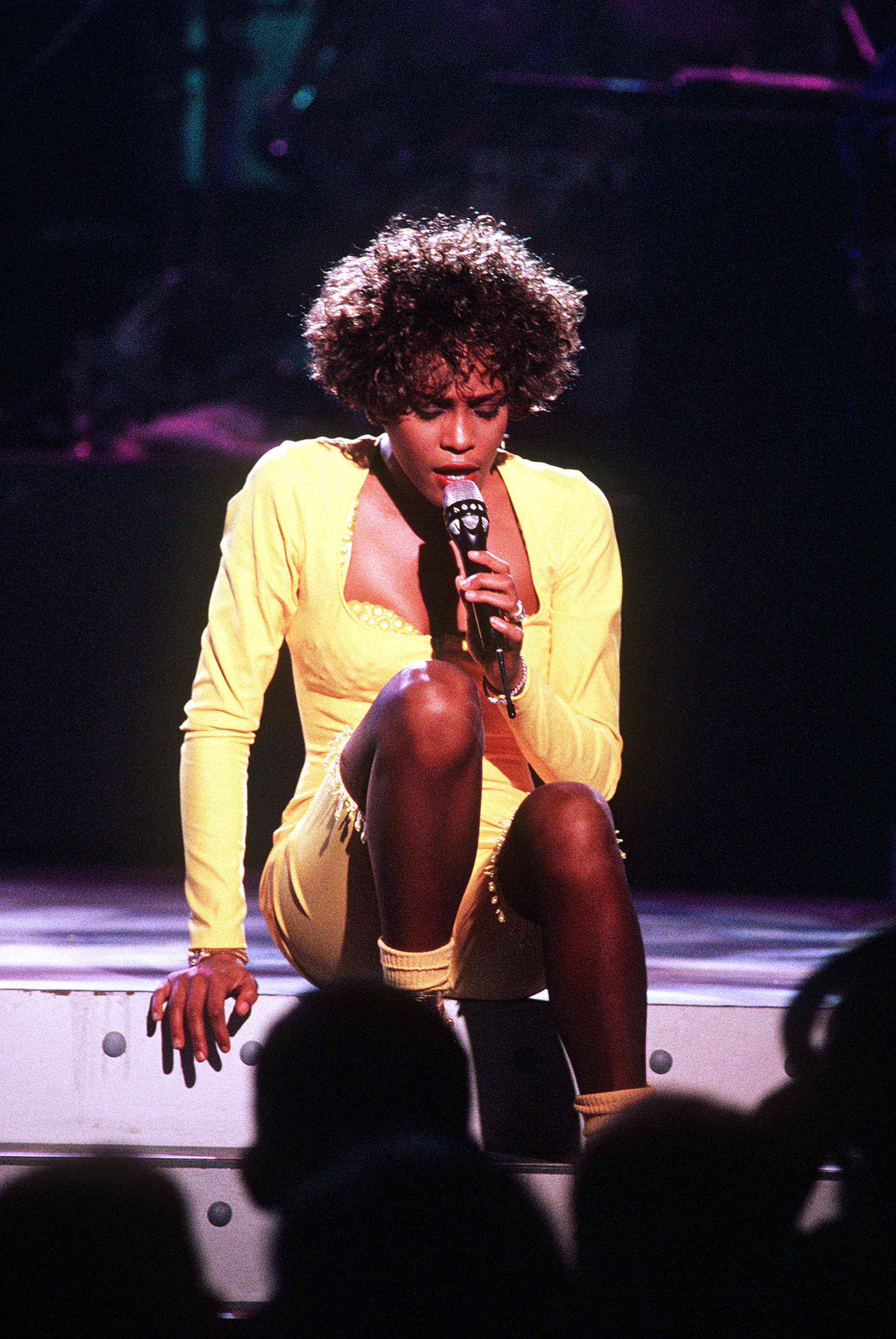
Whitney Houston zpívá skladbu „Saving All My Love for You“ v rámci koncertu „Vítejte doma hrdinové s Whitney Houston“, březen 1991

V roce 1983 podepsala smlouvu s nahrávací společností Arista Records a začala připravovat debutovou studiovou desku s eponymním názvem Whitney Houston, která vyšla v únoru 1985. Album se čtrnáct týdnů udrželo na první příčce americké hitparády Billboard 200, což znamenalo nejdéle ze všech alb během 80. let, vydaných zpěvačkou. Získalo třináct platinových desek s certifikací RIAA a ve Spojených státech se ho prodalo více než třináct miliónů kusů. Houston se tak stala první umělkyní v historii, která v rámci debutu obdržela více než deset platinových desek. Celosvětová prodejnost přesáhla úroveň dvaceti pěti miliónů, což z alba činí nejlépe prodávající debutovou desku sólového umělce v historii hudby. Pro jednotlivé regiony producenti zvolili rozdílné singly: „You Give Good Love“ se hrál ve Spojených státech, „All at Once“ v zemích Beneluxu a Západním Německu a „Someone for Me (Remix)“ ve Spojeném království. Čtyři singly z alba dosáhly v amerických hitparádách umístění mezi první pětkou, včetně tří prvních míst v Billboard Hot 100. Jednalo se o písně „Saving All My Love for You“, „How Will I Know“ a „Greatest Love of All“, což představovalo opět nový rekord v rámci jednoho alba u zpěvaček.
V květnu 1987 vydala druhé studiové album Whitney a zaznamenala s ním další hitparádové úspěchy. Deska se na žebříčku Billboard 200 z 27. června daného roku stala číslem jedna, jako vůbec první v historii hitparády, kterou nazpívala zpěvačka. Album vyprodukovalo čtyři singly, které se umístily na první pozici amerických singlových hitparád. Jednalo se o písně „I Wanna Dance with Somebody (Who Loves Me)“, „Didn't We Almost Have It All“, „So Emotional“ a „Where Do Broken Hearts Go“, což v souhrnu hitparád představovalo sedm za sebou jdoucích singlů na prvním místě od jednoho umělce. Premiérový singl z druhé desky nazvaný „I Wanna Dance with Somebody, dosáhl vrcholu ve více než tuctu zemí a stal se druhou nejlépe prodávající písní od Whitney Houston s počtem 4,2 miliónu kopií. Album získalo devět platinových desek v certifikaci RIAA a první příčku obsadilo v několika státech s celosvětovou prodejností přes 20 miliónů nahrávek.
Na podzim 1988 vydala singl „One Moment in Time“, jenž byl použit americkým vysíláním z Letních olympijských her 1988 v Soulu jako titulní píseň. Skladba se stala hitem a prošla do první desítky hitparád řady zemí.

### 1990–1997: Pěvecká a filmová dráha
Třetí studiové album vydané v listopadu 1990 neslo název I'm Your Baby Tonight a dostalo se nejvýše na třetí příčku Billboard 200. Z desky vzešly dva singly číslo jedna, jmenovitě „I'm Your Baby Tonight“ a „All the Man That I Need“. Celosvětová prodejnost dosáhla výše třinácti miliónů nahrávek a RIAA ji udělila čtyři platinové desky.

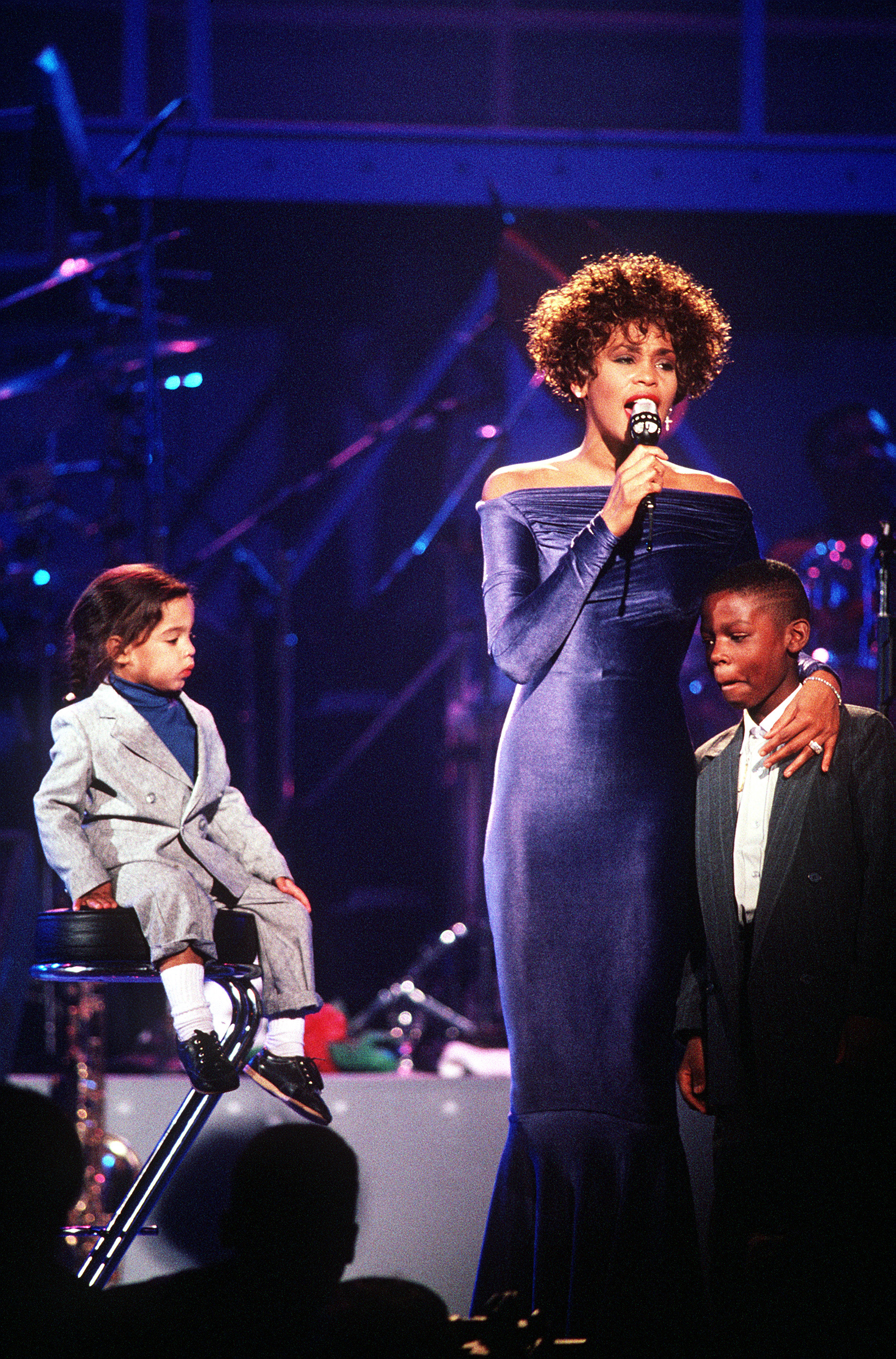
Whitney Houston zpívá „Greatest Love of All“ v průběhu koncertu HBO „Vítejte doma hrdinové s Whitney Houston“ na počest jednotek v Operaci Pouštní bouře, březen 1991

V únoru 1991 byl uvolněn singl z XXV. finále Super Bowlu, na kterém zazněla národní hymna „The Star Spangled Banner“ v jejím provedení. Hymna se prosadila mezi nejlepších dvacet skladeb singlového žebříčku. Znovu vydána byla v souvislosti s teroristickými útoky z 11. září 2001 a vystoupala až na šesté místo hitparády. Jednalo se tak o první a jedinou reedici americké hymny v interpretaci konkrétního umělce, která se opakovaně umístila v Billboard Hot 100 od vzniku hitparády v roce 1958. V dubnu 1991 získala hymna v jejím provedení zlatou desku a platinu pak obdržela reedice v roce 2001 (RIAA). Podle údajů Nielsen SoundScan z roku 2007, se této verze Spojených státech prodalo 1,2 miliónu kopií.
V listopadu 1992 vyšel soundtrack The Bodyguard k romantickému dramatu Osobní strážce, které pro ni znamenalo herecký debut. Přestože deska obsahuje také skladby jiných umělců, časopis Billboard, stejně jako RIAA, ji zařadily mezi alba Whitney Houston. Deska se celkově dvacet týdnů udržela na prvním místě hitparády Billboard 200, což představuje v éře Nielsen, nejdelší období vůbec. Nejvyšší pozice dosáhla téměř ve všech zemích, kde byla vydána. Ve Spojených státech obdržela sedmnáct platinových desek (diamantová deska) a celková prodejnost přesáhla hranici 44 miliónů kopií, což z alba činí nejlépe prodávaný soundtrack všech dob a jednu z pěti nejprodávanějších nahrávek v historii hudby. Titulní singl „I Will Always Love You“ překonal v žebříčku Billboard Hot 100 dosavadní rekord, když se na první pozici udržel čtrnáct týdnů a RIAA jej certifikovala čtyřmi platinovými deskami. Stejně jako soundtrack se také singl vyšplhal na nejvyšší příčku téměř ve všech zemích, kde byla deska v prodeji. Celosvětová prodejnost činila dvanáct miliónů kopií, čímž se zařadil mezi nejprodávanější singly všech dob. Dalšími singly ze soundtracku se staly celosvětově známé písně „I'm Every Woman“ a „I Have Nothing“.
Houston přispěla třemi písněmi, včetně „Exhale (Shoop Shoop)“, na sedminásobně platinový soundtrack Waiting to Exhale Soundtrack, vydaný v listopadu 1995 ke komedii Až si vydechnu, v níž ztvárnila hlavní roli afroamerické producentky Savannah Jacksonové. Následující rok se objevila po boku Denzela Washingtona ve dramatu Kazatelova žena. Podílela se na produkci příslušného soundtracku The Preacher's Wife: Original Soundtrack Album, jenž zaznamenal tříplatinovou certifikaci od RIAA a stal se vůbec nejprodávanějším gospelovým albem všech dob s šesti milióny prodaných nahrávek.

### 1998–2012: Období stagnace a závěr kariéry
V roce 1998, osm let od vydání posledního studiové desky, vyšlo nové album nazvané My Love Is Your Love. Nahrávka nedosáhla úspěšnosti předešlých alb. Nejvýše klasifikovaná byla na třináctém místě hitparády Billboard 200, což představuje nejnižší umístění ze všech studiových alb. V prodejnosti přesto dosáhla na multiplatinový status s 13 milióny kopiemi. Od konce roku 1998 do počátku roku 2000 deska vyprodukovala pět singlů, jmenovitě „When You Believe“, „Heartbreak Hotel“, „It's Not Right But It's Okay“, „My Love Is Your Love“ a „I Learned from the Best“. Píseň „My Love Is Your Love“ se stala jednou z jejích nejprodávanějších, když celosvětově překročila hranici tří miliónů kopií.

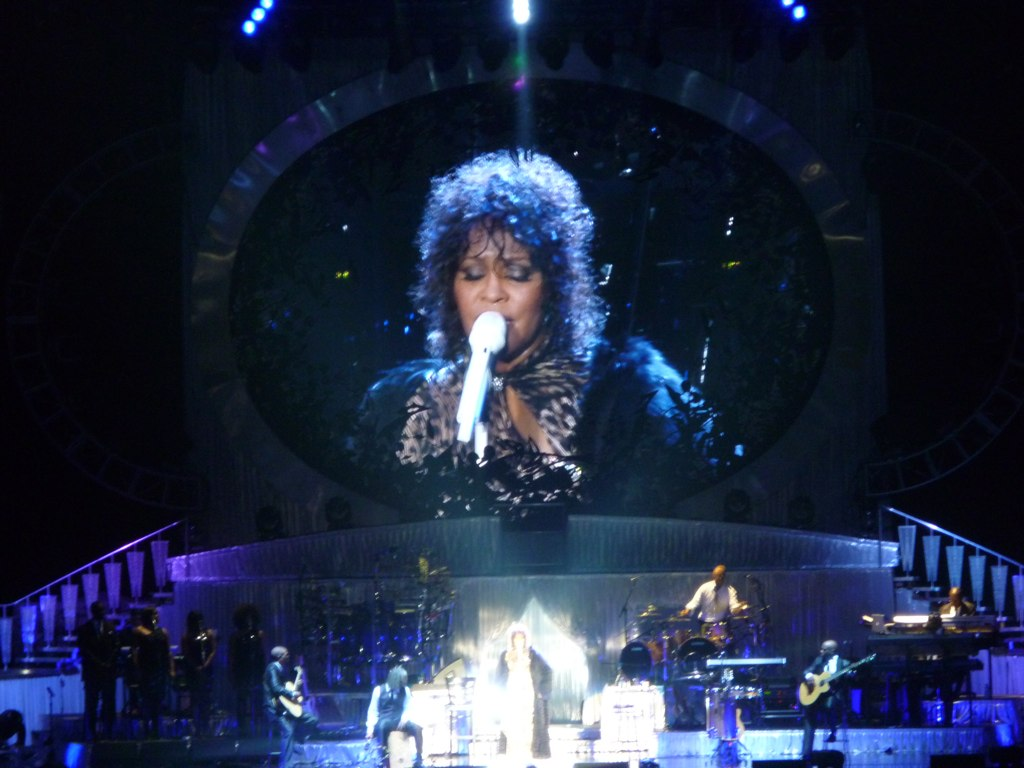
Whitney Houston koncertuje v Miláně, květen 2010

V květnu 2000 vydala první kompilaci Greatest Hits nazvanou Whitney: The Greatest Hits a obsahující dva kompaktní disky. Album obdrželo tři platinové desky (RIAA) s hranicí 1,5 miliónu prodaných desek ve Spojených státech. V britské hitparádě UK Albums Chart vystoupalo až na první místo s tamní prodejností přes 1,66  miliónu kopií a celosvětovou mítou prodeje deseti miliónů kusů.
V prosinci 2002 vyšlo předposlední studiové album Just Whitney, první po obnovení kontraktu v roce 2001 s labelem Arista, který ji zajišťoval rekordní sumu 100 miliónů amerických dolarů. Album však nezískalo multiplatinu, dosáhlo však na certifikaci jedné platinové desky a stalo se do té doby nejhůře prodávajícím albem zpěvačky. V listopadu 2003 pak uvolnila své první vánoční album pojmenované One Wish: The Holiday Album.
V září 2009 se vrátila na první místo žebříčku Billboard 200 s poslední studiovou deskou I Look to You, což pro ni představovalo, nepočítaje soundtracky, první hitparádový vrchol za uplynulých dvacet dva let, kdy v roce 1987 vedla se studiovým albem Whitney. Deska se také prosadila do čela několika evropských hitparád a získala platinovou desku certifikace RIAA.

### Míra prodejnosti
Podle údajů RIAA se Whitney Houston stala nejlépe prodávanou R&B umělkyní celého 20. století a čtvrtou nejlépe prodávanou umělkyní ve Spojených státech s hranicí 55 miliónů alb. Ve Spojeném království k roku 2010 prodala 11 miliónů alb a 7,8 miliónů singlů. Řadí se také k nejprodávanějším umělcům pop music všech dob s celosvětovou hranicí překračující 170 miliónů nahrávek.

## Alba

### Studiová alba
| Rok                                                                           | Album                                                                                           | Nejvyšší postavení v hitparádě | Nejvyšší postavení v hitparádě | Nejvyšší postavení v hitparádě | Nejvyšší postavení v hitparádě | Nejvyšší postavení v hitparádě | Nejvyšší postavení v hitparádě | Nejvyšší postavení v hitparádě | Nejvyšší postavení v hitparádě | Nejvyšší postavení v hitparádě | Nejvyšší postavení v hitparádě | Prodejnost                                        | Certifikace |
| Rok                                                                           | Album                                                                                           | USA                            | KAN                            | UK                             | AUS                            | NZ                             | SWE                            | NOR                            | FRA                            | GER                            | SWI                            | Prodejnost                                        | Certifikace |
| ----------------------------------------------------------------------------- | ----------------------------------------------------------------------------------------------- | ------------------------------ | ------------------------------ | ------------------------------ | ------------------------------ | ------------------------------ | ------------------------------ | ------------------------------ | ------------------------------ | ------------------------------ | ------------------------------ | ------------------------------------------------- | --- |
| 1985                                                                          | Whitney Houston - Vydáno: 14. února 1985 - Label: Arista Records - Formáty: LP, CD, CS          | 1                              | 1                              | 2                              | 1                              | 1                              | 1                              | 1                              | 13                             | 1                              | 1                              | - svět: 25 000 000 - FRA: 114 000                 | - USA: 13× Platina - AUS: 4× Platina - KAN: 10× Platina (diamantová deska) - FRA: zlatá deska - GER: Platina - UK: 6× Platina |
| 1987                                                                          | Whitney - Vydáno: 29. června 1987 - Label: Arista Records - Formáty: LP, CD, CS                 | 1                              | 1                              | 1                              | 1                              | 1                              | 1                              | 1                              | 6                              | 1                              | 1                              | - UK: 2 237 603 - FRA: 288 300                    | - USA: 9× Platina - AUS: 3× Platina - FRA: Platina - GER: Platina - SWE: 2× Platina - SWI: 2× Platina - UK: 7× Platina        |
| 1990                                                                          | I'm Your Baby Tonight - Vydáno: 6. listopadu 1990 - Label: Arista Records - Formáty: LP, CD, CS | 3                              | 1                              | 4                              | 10                             | 19                             | 3                              | 5                              | 9                              | 3                              | 2                              | - svět: 13 000 000 - FRA: 445 300                 | - USA: 4× Platina - AUS: Platina - FRA: Platina - GER: Platina[A] - SWE: Platina - SWI: 2× Platina - UK: Platina              |
| 1998                                                                          | My Love Is Your Love - Vydáno: 17. listopadu 1998 - Label: Arista Records - Formáty: LP, CD, CS | 13                             | 3                              | 4                              | 42                             | 12                             | 7                              | 3                              | 2                              | 2                              | 1                              | - svět: 10 000 000 - US: 2,753,000 - FRA: 672 200 | - USA: 4× Platina - AUS: zlatá deska - FRA: 2× Platina - GER: Platina - SWE: 2× Platina - SWI: 3× Platina - UK: 3× Platina    |
| 2002                                                                          | Just Whitney - Vydáno: 10. prosince 2002 - Label: Arista - Formáty: CD, CD/DVD, digit. download | 9                              | 6                              | 76                             | —                              | —                              | —                              | —                              | 25                             | 16                             | 10                             | - svět: 3 000 000 - USA: 737 000                  | - USS: Platina - FRA: zlatá deska - SWI: Platina                                                                              |
| 2009                                                                          | I Look to You - Vydáno: 28. srpna 2009 - Label: Arista Records - Formáty: CD, digit. download   | 1                              | 1                              | 3                              | 16                             | 10                             | 2                              | 2                              | 3                              | 1                              | 1                              | - svět: 2 500 000 - USA: 1 000 000                | - USA: Platina - CAN: Platina - FRA: zlatá deska - GER: zlatá deska - SWE: zlatá deska - SWI: zlatá deska - UK: zlatá deska   |
| "—" znamená, že se nahrávka v hitparádě neumístila nebo nebyla v zemi vydána. |                                                                                                 |                                |                                |                                |                                |                                |                                |                                |                                |                                |                                |                                                   | |

### Kompilační alba
| Rok                                                                           | Album                                                                                   | Nejvyšší postavení v hitparádě | Nejvyšší postavení v hitparádě | Nejvyšší postavení v hitparádě | Nejvyšší postavení v hitparádě | Nejvyšší postavení v hitparádě | Nejvyšší postavení v hitparádě | Nejvyšší postavení v hitparádě | Nejvyšší postavení v hitparádě | Nejvyšší postavení v hitparádě | Nejvyšší postavení v hitparádě | Prodejnost                                         | Certifikace                                                                                           |
| Rok                                                                           | Album                                                                                   | USA                            | UK                             | KAN                            | AUS                            | NZ                             | SWE                            | NOR                            | FRA                            | GER                            | SWI                            | Prodejnost                                         | Certifikace                                                                                           |
| ----------------------------------------------------------------------------- | --------------------------------------------------------------------------------------- | ------------------------------ | ------------------------------ | ------------------------------ | ------------------------------ | ------------------------------ | ------------------------------ | ------------------------------ | ------------------------------ | ------------------------------ | ------------------------------ | -------------------------------------------------- | --- |
| 2000                                                                          | Whitney: The Greatest Hits - Vydáno: 18. dubna 2000 - Label: Arista - Formáty: CD, CS   | 5                              | 1                              | 1                              | 8                              | 10                             | 4                              | 6                              | 1                              | 2                              | 2                              | - FRA: 406 200 - USA: 1 644 000 - svět: 10 000 000 | - USA: 3× Platina - FRA: 2× zlatá deska - GER: Platina - SWE: Platina - SWI: Platina - UK: 4× Platina |
| 2001                                                                          | Love, Whitney - Vydáno: 20. prosince 2001 - Label: Arista - Formáty: CD                 | —                              | 22                             | —                              | —                              | —                              | 12                             | —                              | 8                              | —                              | 37                             |                                                    | |
| 2007                                                                          | The Ultimate Collection - Vydáno: 29. října 2007 - Label: Arista - Formáty: CD, digital | —                              | 3                              | 3                              | 24                             | 9                              | 10                             | 4                              | —                              | —                              | 70                             |                                                    | - UK: 2× Platina - AUS: Platina - NZ: zlatá deska - SWE: zlatá deska                                  |
| "—" znamená, že se nahrávka v hitparádě neumístila nebo nebyla v zemi vydána. |                                                                                         |                                |                                |                                |                                |                                |                                |                                |                                |                                |                                |                                                    | |

### Další alba
| Rok                                                                           | Album                                                                                          | Nejvyšší postavení v hitparádě | Nejvyšší postavení v hitparádě | Nejvyšší postavení v hitparádě | Nejvyšší postavení v hitparádě | Nejvyšší postavení v hitparádě | Nejvyšší postavení v hitparádě | Nejvyšší postavení v hitparádě | Nejvyšší postavení v hitparádě | Nejvyšší postavení v hitparádě | Nejvyšší postavení v hitparádě | Prodejnost     | Certifikace |
| Rok                                                                           | Album                                                                                          | USA                            | UK                             | KAN                            | AUS                            | NZ                             | SWE                            | NOR                            | FRA                            | GER                            | SWI                            | Prodejnost     | Certifikace |
| ----------------------------------------------------------------------------- | ---------------------------------------------------------------------------------------------- | ------------------------------ | ------------------------------ | ------------------------------ | ------------------------------ | ------------------------------ | ------------------------------ | ------------------------------ | ------------------------------ | ------------------------------ | ------------------------------ | -------------- | ----------- |
| 2003                                                                          | One Wish: The Holiday Album - Vydáno: 18. listopadu 2003 - Label: Arista Records - Formáty: CD | 48                             | —                              | —                              | —                              | —                              | —                              | —                              | —                              | —                              | —                              | - USA: 433 000 |             |
| "—" znamená, že se nahrávka v hitparádě neumístila nebo nebyla v zemi vydána. |                                                                                                |                                |                                |                                |                                |                                |                                |                                |                                |                                |                                |                |             |

### Soundtracky
| Rok                                                                           | Album                                                                              | Nejvyšší postavení v hitparádě | Nejvyšší postavení v hitparádě | Nejvyšší postavení v hitparádě | Nejvyšší postavení v hitparádě | Nejvyšší postavení v hitparádě | Nejvyšší postavení v hitparádě | Nejvyšší postavení v hitparádě | Nejvyšší postavení v hitparádě | Nejvyšší postavení v hitparádě | Nejvyšší postavení v hitparádě | Prodejnost | Certifikace |
| Rok                                                                           | Album                                                                              | USA                            | KAN                            | UK                             | AUS                            | NZ                             | SWE                            | NOR                            | FRA                            | GER                            | SWI                            | Prodejnost | Certifikace |
| ----------------------------------------------------------------------------- | ---------------------------------------------------------------------------------- | ------------------------------ | ------------------------------ | ------------------------------ | ------------------------------ | ------------------------------ | ------------------------------ | ------------------------------ | ------------------------------ | ------------------------------ | ------------------------------ | --- | --- |
| 1992                                                                          | The Bodyguard - Vydáno: 17. listopadu 1992 - Label: Arista - Formáty: LP, CD, CS   | 1                              | 1                              | 1                              | 1                              | 1                              | 1                              | 1                              | 1                              | 1                              | 1                              | - USA: 13 125 000 - AUS: 346 000 - FRA: 1 385 300 - GER: 1 700 000 - SWE: 343 000 - UK: 2 138 030 - svět: 44 000 000 | - USA: 17× Platina (diamantová deska) - AUS: 5× Platina - KAN: 10× Platina (diamantová deska) - FRA: diamantová deska - GER: 3× Platina[A] - SWE: Platina - SWI: 5× Platina - UK: 7× Platina |
| 1996                                                                          | The Preacher's Wife - Vydáno: 26. listopadu 1996 - Label: Arista - Formáty: CD, CS | 3                              | 3                              | 35                             | 34                             | —                              | 16                             | 39                             | 28                             | 5                              | 11                             | - USA: 2 471 000 - svět: 6 000 000                                                                                   | - USA: 3× Platina - AUS: zlatá deska - SWE: zlatá deska - SWI: zlatá deska |
| "—" znamená, že se nahrávka v hitparádě neumístila nebo nebyla v zemi vydána. |                                                                                    |                                |                                |                                |                                |                                |                                |                                |                                |                                |                                | | |

### Video alba
| Rok  | Video album                                                                                                | Certifikace                   |
| ---- | --- | ----------------------------- |
| 1986 | Number One Video Hits - Vydáno: 1986 - Label: RCA - Formáty: VHS, laserový disk                            | - USA: Platina                |
| 1991 | Welcome Home Heroes with Whitney Houston - Vydáno: 1991 - Label: Arista - Formáty: VHS, laserový disk, DVD | - USA: zlatá deska            |
| 1991 | The Star Spangled Banner - Vydáno: 1991 - Label: Arista - Formáty: VHS                                     | - USA: 2× multilatina         |
| 2000 | Whitney: The Greatest Hits - Vydáno: 9. května 2000 - Label: Arista - Formáty: VHS, DVD                    | - USA: Platina - AUS: Platina |
| 2000 | Fine / If I Told You That - Vydáno: 21. listopadu 2000 - Label: Arista - Formáty: DVD                      |                               |
| 2003 | Try It on My Own / One of These Days - Vydáno: 20. května 2003 - Label: Arista - Formáty: DVD              | - USA: zlatá deska            |
| 2007 | The Ultimate Collection - Vydáno: 29. října 2007 - Label: Arista - Formáty: DVD                            | - AUS: Platina                |

## Singly
| Rok                          | Singl                                                                        | Nejvyšší umístění v hitparádě | Nejvyšší umístění v hitparádě | Nejvyšší umístění v hitparádě | Nejvyšší umístění v hitparádě | Nejvyšší umístění v hitparádě | Nejvyšší umístění v hitparádě | Nejvyšší umístění v hitparádě | Nejvyšší umístění v hitparádě | Nejvyšší umístění v hitparádě | Nejvyšší umístění v hitparádě | Nejvyšší umístění v hitparádě                              | Certifikace                                                                                              | Album                                                      |
| Rok                          | Singl                                                                        | USA                           | US R&B                        | US AC                         | US Dance                      | KAN                           | UK                            | AUS                           | FRA                           | GER                           | SWI                           | SWE                                                        | Certifikace                                                                                              | Album                                                      |
| ---------------------------- | ---------------------------------------------------------------------------- | ----------------------------- | ----------------------------- | ----------------------------- | ----------------------------- | ----------------------------- | ----------------------------- | ----------------------------- | ----------------------------- | ----------------------------- | ----------------------------- | ---------------------------------------------------------- | --- | ---------------------------------------------------------- |
| 1984                         | „Hold Me“ (spolu s T. Pendergrassem)                                         | 46                            | 5                             | 6                             | —                             | —                             | 44                            | —                             | —                             | —                             | —                             | —                                                          | | Love Language                                              |
| 1985                         |                                                                              |                               |                               |                               |                               |                               |                               |                               |                               |                               |                               |                                                            | |                                                            |
| „Thinking About You“         | —                                                                            | 10                            | —                             | 24                            | —                             | —                             | —                             | —                             | —                             | —                             | —                             |                                                            | Whitney Houston                                                                                          |                                                            |
| „You Give Good Love“         | 3                                                                            | 1                             | 4                             | —                             | 9                             | 93                            | 58                            | —                             | —                             | —                             | —                             | - USA: zlatá deska                                         | Whitney Houston                                                                                          |                                                            |
| „Saving All My Love for You“ | 1                                                                            | 1                             | 1                             | —                             | 1                             | 1                             | 20                            | 11                            | 18                            | 5                             | 3                             | - USA: zlatá deska - UK: Platina                           | Whitney Houston                                                                                          |                                                            |
| „How Will I Know“            | 1                                                                            | 1                             | 1                             | 3                             | 1                             | 5                             | 2                             | —                             | 26                            | 5                             | 2                             | - USA: zlatá deska - KAN: zlatá deska - UK: stříbrná deska | Whitney Houston                                                                                          |                                                            |
| 1986                         | „Greatest Love of All“                                                       | 1                             | 3                             | 1                             | —                             | 1                             | 8                             | 1                             | —                             | 30                            | 20                            | 14                                                         | Whitney Houston                                                                                          | - USA: zlatá deska - KAN: zlatá deska - UK: stříbrná deska |
| 1986                         | „All at Once“                                                                | —                             | —                             | —                             | —                             | —                             | —                             | —                             | —                             | —                             | —                             | —                                                          | Whitney Houston                                                                                          |                                                            |
| 1987                         | „I Wanna Dance with Somebody (Who Loves Me)“                                 | 1                             | 2                             | 1                             | 1                             | 1                             | 1                             | 1                             | 15                            | 1                             | 1                             | 1                                                          | - USA: Platina - KAN: Platina - SWE: zlatá deska - UK: Platina                                           | Whitney                                                    |
| 1987                         | „Didn't We Almost Have It All“                                               | 1                             | 2                             | 1                             | —                             | 1                             | 14                            | 27                            | —                             | 20                            | 8                             | 6                                                          | | Whitney                                                    |
| 1987                         | „So Emotional“                                                               | 1                             | 5                             | 8                             | 1                             | 1                             | 5                             | 26                            | 21                            | —                             | 30                            | 12                                                         | - USA: zlatá deska - UK: stříbrná deska                                                                  | Whitney                                                    |
| 1988                         | „Where Do Broken Hearts Go“                                                  | 1                             | 2                             | 1                             | —                             | 1                             | 14                            | 48                            | —                             | —                             | —                             | —                                                          | | Whitney                                                    |
| 1988                         | „Love Will Save the Day“                                                     | 9                             | 5                             | 10                            | 1                             | 8                             | 10                            | 77                            | 48                            | 37                            | 8                             | 13                                                         | | Whitney                                                    |
| 1988                         | „I Know Him So Well“                                                         | —                             | —                             | —                             | —                             | —                             | —                             | —                             | —                             | —                             | —                             | —                                                          | | Whitney                                                    |
| 1988                         | „One Moment in Time“                                                         | 5                             | 22                            | 1                             | —                             | 3                             | 1                             | 49                            | 5                             | 1                             | 2                             | 2                                                          | - GER: zlatá deska - UK: stříbrná deska                                                                  | Olympics '88: The Album                                    |
| 1990                         | „I'm Your Baby Tonight“                                                      | 1                             | 1                             | 7                             | 17                            | 1                             | 5                             | 7                             | 4                             | 5                             | 3                             | 2                                                          | - USA: zlatá deska - SWE: zlatá deska                                                                    | I'm Your Baby Tonight                                      |
| 1990                         | „All the Man That I Need“                                                    | 1                             | 1                             | 1                             | —                             | 1                             | 13                            | 59                            | 28                            | 37                            | 28                            | 9                                                          | - USA: zlatá deska                                                                                       | I'm Your Baby Tonight                                      |
| 1991                         | „Miracle“                                                                    | 9                             | 2                             | 4                             | —                             | 8                             | —                             | —                             | —                             | —                             | —                             | —                                                          | | I'm Your Baby Tonight                                      |
| 1991                         | „My Name Is Not Susan“                                                       | 20                            | 8                             | —                             | —                             | 23                            | 29                            | —                             | —                             | 34                            | —                             | —                                                          | | I'm Your Baby Tonight                                      |
| 1991                         | „I Belong to You“                                                            | —                             | 10                            | —                             | —                             | —                             | 54                            | —                             | —                             | —                             | —                             | —                                                          | | I'm Your Baby Tonight                                      |
| 1992                         | „We Didn't Know“ (spolu se Stevie Wonderem)                                  | —                             | 20                            | —                             | —                             | —                             | —                             | —                             | —                             | —                             | —                             | —                                                          | | I'm Your Baby Tonight                                      |
| 1992                         | „I Will Always Love You“                                                     | 1                             | 1                             | 1                             | —                             | 1                             | 1                             | 1                             | 1                             | 1                             | 1                             | 1                                                          | - USA: 4× Platina - KAN: 2× Platina - GER: Platina - SWE: Platina - UK: 2× Platina                       | The Bodyguard                                              |
| 1993                         | „I'm Every Woman“                                                            | 4                             | 5                             | 26                            | 1                             | 3                             | 4                             | 11                            | 11                            | 13                            | 7                             | 5                                                          | - USA: zlatá deska - KAN: zlatá deska - UK: stříbrná deska                                               | The Bodyguard                                              |
| 1993                         | „I Have Nothing“                                                             | 4                             | 4                             | 1                             | —                             | 1                             | 3                             | 28                            | 50                            | 39                            | 9                             | 7                                                          | - USA: zlatá deska - UK: stříbrná deska                                                                  | The Bodyguard                                              |
| 1993                         | „Run to You“                                                                 | 31                            | 31                            | 10                            | —                             | 32                            | 15                            | 72                            | 47                            | 58                            | —                             | —                                                          | | The Bodyguard                                              |
| 1993                         | „Queen of the Night“                                                         | —                             | —                             | —                             | 1                             | —                             | 14                            | 88                            | 47                            | 64                            | 16                            | —                                                          | | The Bodyguard                                              |
| 1994                         | „Something in Common“ (spolu s Bobby Brownem)                                | —                             | —                             | —                             | —                             | 38                            | 16                            | —                             | —                             | 33                            | 41                            | —                                                          | | Bobby                                                      |
| 1995                         | „Exhale (Shoop Shoop)“                                                       | 1                             | 1                             | 5                             | —                             | 1                             | 11                            | 18                            | 23                            | 26                            | 13                            | 10                                                         | - USA: Platina - KAN: zlatá deska                                                                        | Waiting to Exhale                                          |
| 1996                         | „Count on Me“ (spolu s CeCe Winans)                                          | 8                             | 7                             | 4                             | —                             | 4                             | 12                            | 87                            | —                             | 75                            | 31                            | —                                                          | - USA: zlatá deska                                                                                       | Waiting to Exhale                                          |
| 1996                         | „Why Does It Hurt So Bad“                                                    | 26                            | 22                            | 6                             | —                             | 28                            | —                             | 99                            | —                             | —                             | —                             | —                                                          | | Waiting to Exhale                                          |
| 1996                         | „I Believe in You and Me“                                                    | 4                             | 4                             | 2                             | —                             | 2                             | 16                            | 70                            | —                             | —                             | —                             | 46                                                         | - USA: Platina                                                                                           | The Preacher's Wife                                        |
| 1997                         | „Step by Step“                                                               | 15                            | 29                            | —                             | 3                             | 9                             | 13                            | 12                            | 30                            | 8                             | 5                             | 6                                                          | - USA: zlatá deska - GER: zlatá deska - UK: stříbrná deska                                               | The Preacher's Wife                                        |
| 1997                         | „My Heart Is Calling“                                                        | 77                            | 35                            | —                             | —                             | —                             | —                             | —                             | —                             | —                             | —                             | —                                                          | | The Preacher's Wife                                        |
| 1998                         | „When You Believe“ (spolu s Mariah Carey)                                    | 15                            | 33                            | 3                             | —                             | 6                             | 4                             | 13                            | 5                             | 8                             | 2                             | 2                                                          | - USA: zlatá deska - KAN: zlatá deska - GER: zlatá deska - SWE: Platina - SWI: Gold - UK: stříbrná deska | The Prince of Egypt                                        |
| 1999                         | „Heartbreak Hotel“ (spolu s F. Evans a K. Price)                             | 2                             | 1                             | —                             | 1                             | 3                             | 25                            | 17                            | 7                             | 61                            | 77                            | —                                                          | - USA: Platina                                                                                           | My Love Is Your Love                                       |
| 1999                         | „It's Not Right but It's Okay“                                               | 4                             | 7                             | —                             | 1                             | 4                             | 3                             | 88                            | 21                            | 14                            | 18                            | 12                                                         | - USA: zlatá deska - KAN: Platina - UK: zlatá deska                                                      | My Love Is Your Love                                       |
| 1999                         | „My Love Is Your Love“                                                       | 4                             | 2                             | —                             | 1                             | 3                             | 2                             | 27                            | 10                            | 2                             | 2                             | 2                                                          | - USA: Platina - KAN: zlatá deska - GER: Platina - SWE: Platina - SWI: zlatá deska - UK: zlatá deska     | My Love Is Your Love                                       |
| 2000                         | „I Learned from the Best“                                                    | 27                            | 13                            | 20                            | 1                             | 26                            | 19                            | —                             | 44                            | 48                            | 28                            | 23                                                         | | My Love Is Your Love                                       |
| 2000                         | „Could I Have This Kiss Forever“ (spolu s Enr. Iglesiasem)                   | 52                            | —                             | 10                            | —                             | 8                             | 7                             | 12                            | 16                            | 5                             | 1                             | 2                                                          | - GER: zlatá deska - SWE: Platina - SWI: zlatá deska                                                     | Whitney: The Greatest Hits                                 |
| 2000                         | „If I Told You That“ (spolu s G. Michaelem)                                  | —                             | —                             | —                             | —                             | —                             | 9                             | 37                            | —                             | 58                            | 33                            | —                                                          | | Whitney: The Greatest Hits                                 |
| 2000                         | „Same Script, Different Cast“ (spolu s Deborah Cox)                          | 70                            | 14                            | —                             | 4                             | 38                            | —                             | —                             | —                             | —                             | —                             | —                                                          | | Whitney: The Greatest Hits                                 |
| 2000                         | „Fine“                                                                       | —                             | 51                            | —                             | —                             | —                             | —                             | —                             | —                             | —                             | —                             | 50                                                         | | Whitney: The Greatest Hits                                 |
| 2001                         | „The Star Spangled Banner“                                                   | 6                             | 30                            | —                             | —                             | 35                            | —                             | —                             | —                             | —                             | —                             | —                                                          | - USA: Platina                                                                                           | Whitney: The Greatest Hits                                 |
| 2002                         | „Whatchulookinat“                                                            | 96                            | 75                            | —                             | 1                             | 27                            | 13                            | 48                            | 65                            | 47                            | 22                            | 29                                                         | | Just Whitney                                               |
| 2003                         | „One of Those Days“                                                          | 72                            | 29                            | —                             | —                             | —                             | —                             | 48                            | —                             | —                             | 94                            | —                                                          | | Just Whitney                                               |
| 2003                         | „Try It on My Own“                                                           | 84                            | 80                            | 10                            | 1                             | 40                            | —                             | —                             | —                             | —                             | —                             | —                                                          | - USA: zlatá deska                                                                                       | Just Whitney                                               |
| 2003                         | „Love That Man“                                                              | —                             | —                             | —                             | 1                             | —                             | —                             | —                             | —                             | —                             | —                             | —                                                          | | Just Whitney                                               |
| 2003                         | „One Wish (For Christmas)“                                                   | —                             | —                             | 20                            | —                             | —                             | —                             | —                             | —                             | —                             | —                             | —                                                          | | One Wish: The Holiday Album                                |
| 2009                         | „I Look to You“                                                              | 70                            | 19                            | 22                            | 35                            | 35                            | 115                           | —                             | —                             | 411                           | 16                            | 33                                                         | | I Look to You                                              |
| 2009                         | „Million Dollar Bill“                                                        | 100                           | 16                            | —                             | 1                             | 62                            | 5                             | —                             | —                             | 411                           | 40                            | 16                                                         | | I Look to You                                              |
| 2009                         | "—" znamená, že se nahrávka v hitparádě neumístila nebo nebyla v zemi vydána |                               |                               |                               |                               |                               |                               |                               |                               |                               |                               |                                                            | |                                                            |

### Singly – jako host
| Rok                                                                          | Singl                                                                                 | Nejvyšší umístění v hitparádě | Nejvyšší umístění v hitparádě | Nejvyšší umístění v hitparádě | Nejvyšší umístění v hitparádě | Album             |
| Rok                                                                          | Singl                                                                                 | USA                           | US R&B                        | KAN                           | UK                            | Album             |
| ---------------------------------------------------------------------------- | ------------------------------------------------------------------------------------- | ----------------------------- | ----------------------------- | ----------------------------- | ----------------------------- | ----------------- |
| 1989                                                                         | „It Isn't, It Wasn't, It Ain't Never Gonna Be“ (Aretha Franklinová a Whitney Houston) | 41                            | 5                             | 35                            | 29                            | Through the Storm |
| "—" znamená, že se nahrávka v hitparádě neumístila nebo nebyla v zemi vydána |                                                                                       |                               |                               |                               |                               |                   |

## Další skladby
| Rok  | Singl                           | Nejvyšší umístění v hitparádě | Nejvyšší umístění v hitparádě | Nejvyšší umístění v hitparádě | Nejvyšší umístění v hitparádě | Nejvyšší umístění v hitparádě | Album         |
| Rok  | Singl                           | USA                           | US R&B                        | US Dance                      | KOR                           | UK                            | Album         |
| ---- | ------------------------------- | ----------------------------- | ----------------------------- | ----------------------------- | ----------------------------- | ----------------------------- | ------------- |
| 2009 | „I Didn't Know My Own Strength“ | —                             | 66                            | —                             | —                             | 44                            | I Look to You |
| 2010 | „Worth It“                      | —                             | 61                            | —                             | 56                            | —                             | I Look to You |
| 2010 | „Nothin' But Love“              | —                             | 78                            | —                             | —                             | —                             | I Look to You |
| 2010 | „Call You Tonight“              | —                             | —                             | —                             | 161                           | —                             | I Look to You |

## Videoklipy
| Rok  | Skladba | Režie                 |
| ---- | --- | --------------------- |
| 1985 | „You Give Good Love“ | Karen Bellone         |
| 1985 | „Saving All My Love for You“                                                                                            | Stuart Orme           |
| 1985 | „How Will I Know“ | Brian Grant           |
| 1986 | „Greatest Love of All“                                                                                                  | Peter Israelson       |
| 1987 | „I Wanna Dance with Somebody (Who Loves Me)“ (verze 1)                                                                  | Brian Grant           |
| 1987 | „I Wanna Dance with Somebody (Who Loves Me)“ (verze 2) (přidány další záběry)                                           | Brian Grant           |
| 1987 | „I Wanna Dance with Somebody (Who Loves Me)“ (verze 3, live) (živě v Montreux, Pop Festival, květen 1987)               | režisér neznámý       |
| 1987 | „Didn't We Almost Have It All“ (live) (živě v Saratoga Springs, New York, září 1987)                                    | režisér neznámý       |
| 1987 | „So Emotional“ | Wayne Isham           |
| 1988 | „Where Do Broken Hearts Go“                                                                                             | Peter Israelson       |
| 1988 | „Love Will Save the Day“ (live) (živě ze zahajovacího olympijského ceremoniálu, Notre Dame, 31. července 1987)          | režisér neznámý       |
| 1988 | „One Moment in Time“ (klip bez Whitney Houston)                                                                         | režisér neznámý       |
| 1989 | „It Isn't, It Wasn't, It Ain't Never Gonna Be“ (spolu s A. Frankinovou)                                                 | režisér neznámý       |
| 1990 | „I'm Your Baby Tonight (remix)“                                                                                         | Julien Temple         |
| 1991 | „All the Man That I Need“                                                                                               | Peter Israelson       |
| 1991 | „The Star Spangled Banner“ (živě z finále Super Bowlu, Tampa, Florida, 27. ledna 1991)                                  | Bob Best              |
| 1991 | „Miracle“ | Jim Yukich            |
| 1991 | „My Name Is Not Susan“ (verze 1)                                                                                        | režisér neznámý       |
| 1991 | „My Name Is Not Susan“ (verze 2, rap remix, spolu s Monie Love)                                                         | režisér neznámý       |
| 1991 | „My Name Is Not Susan“ (verze 3, koncertní)                                                                             | režisér neznámý       |
| 1991 | „I Belong to You“ (sestřih z videoklipu „My Name Is Not Susan“)                                                         | režisér neznámý       |
| 1992 | „I Will Always Love You“                                                                                                | Alan Smithee          |
| 1993 | „I'm Every Woman“ (spolu s Cissy Houston, Chaka Khanem a TLC)                                                           | „Randee St. Nicholas“ |
| 1993 | „I Have Nothing“ | S.A. Baron            |
| 1993 | „Run to You“ | Mitch Sinoway         |
| 1993 | „Something in Common“ (spolu s Bobby Brownem)                                                                           | Andy Morahan          |
| 1994 | „Queen of the Night“ | Mick Jackson          |
| 1995 | „Exhale (Shoop Shoop)“                                                                                                  | Forest Whitaker       |
| 1996 | „Count on Me“ (spolu s CeCe Winans)                                                                                     | Wayne Isham           |
| 1996 | „Why Does It Hurt So Bad“ (live) (živě z udílení MTV Movie Awards 1996, Burbank, 8. června 1996)                        | Bruce Gowers          |
| 1996 | „I Believe in You and Me“                                                                                               | F. Gary Gray          |
| 1997 | „Step by Step“ | Paul Hunter           |
| 1997 | „There Is Music In You“                                                                                                 | Robert Iscove         |
| 1997 | „Impossible“ | Robert Iscove         |
| 1998 | „When You Believe“ (spolu s Mariah Carey)                                                                               | Phil Joanou           |
| 1999 | „Heartbreak Hotel“ (spolu s Faith Evans a Kelly Price)                                                                  | Kevin Bray            |
| 1999 | „It's Not Right But It's Okay“                                                                                          | Kevin Bray            |
| 1999 | „My Love Is Your Love“ (verze 1)                                                                                        | Kevin Bray            |
| 1999 | „I Learned from the Best“                                                                                               | Kevin Bray            |
| 1999 | „My Love Is Your Love“ (verze 2, live) (živě z udílení MTV Europe Music Awards 1999, Dublin, Irsko, 11. listopadu 1999) | Michael A. Simon      |
| 2000 | „Could I Have This Kiss Forever“ (spolu s E. Iglesiasem)                                                                | Francis Lawrence      |
| 2000 | „If I Told You That (spolu s G. Michaelem)                                                                              | Kevin Bray            |
| 2000 | „Fine“ | Kevin Bray            |
| 2002 | „Whatchulookinat“ | Kevin Bray            |
| 2002 | „One of Those Days“ (spolu s R. Isleyem)                                                                                | Kevin Bray            |
| 2003 | „Try It on My Own“ | David LaChapelle      |
| 2009 | „I Look to You“ | Melina Matsoukasová   |
| 2009 | „Million Dollar Bill“                                                                                                   | Melina Matsoukasová   |